# Железные дороги Якутии
АО «АК „Желе́зные доро́ги Яку́тии“» (АО «АК „ЖДЯ“») — предприятие, созданное 2 октября 1995 года для завершения строительства Амуро-Якутской железнодорожной магистрали и последующего управления этой дорогой. При создании компании акционерами стали федеральный центр и администрация Якутии (50/50). Уставной капитал 3872,7 млн рублей. В 2017 году 46,85 % акций компании принадлежат ОАО «РЖД», 44,3 % — Республике Саха, оставшиеся — миноритарным акционерам.
Созданное с целью строительства линии Беркакит — Томмот — Якутск (конечная станция Нижний Бестях на правом берегу реки Лены в 30 км от столицы Якутии), предприятие в 2017 году является одним из крупнейших в Якутии налогоплательщиков со штатом около 1000 человек. Объёмы перевозимых грузов «северного завоза» имеют ежегодную тенденцию к возрастанию, перевозки пассажиров (80 тыс. в год) находятся в стагнации из-за отсутствия прямого сообщения пассажирскими поездами сети РЖД с Якутском. Ежегодная чистая прибыль железной дороги достигает 80 млн руб.
Длина всей линии — около 800 км. Протяжённость введённого в 1996 году участка Беркакит — Томмот (с пассажирским движением, начиная с 2004 года) составляет 358 км. Протяжённость участка Томмот — Нижний Бестях, введённого во временную эксплуатацию в 2014 году, составляет 436 км. Пассажирское сообщение на этом участке осуществляется с 28 июля 2019 года. От станции Нижний Бестях, расположенной на правом берегу реки Лены, на противоположной стороне от города Якутска, до речного порта на правом берегу, организован подвоз автобусом, и через реку Лену в Якутск — катерами или теплоходом типа «Москва». На станции Нижний Бестях построен большой логистический комплекс для перевалки грузов в речной порт Якутск-Правобережный.
Переключение значительных объёмов грузов с речного транспорта на железную дорогу произошло в 2014 году с вводом во временную эксплуатацию линии Томмот — Нижний Бестях. Северный завоз речным транспортом оказался под угрозой срыва из-за мелководья в верховьях реки Лена, обмеление там произошло из-за интенсивной вырубки лесов и регулярных лесных пожаров. Автомобильные и смешанные грузоперевозки от Нерюнгри до Якутска в ценах с 2014 года оказались на 30—50 % дороже, чем железнодорожные.

## Историческая справка
ОАО «АК „ЖДЯ“» было создано в 1995 году на базе ликвидированного Министерства Республики Саха (Якутия) по делам Амуро-Якутской магистрали и реорганизованного государственного предприятия «Дирекция по строительству железной дороги Беркакит — Томмот — Якутск».
В 1996 году началась эксплуатация железнодорожного участка Нерюнгри — Алдан. В 2002 году грузовое сообщение было открыто на участке Нерюнгри — Томмот, а в 2004 году на том же участке было открыто регулярное пассажирское сообщение.
В 2006 году после визита Президента РФ Владимира Путина в Якутию было подписано соглашение «Об осуществлении деятельности по организации перевозок грузов в грузовых вагонах и контейнерах в прямом сообщении», благодаря которому, ОАО «АК „ЖДЯ“» официально было признано инфраструктурой железнодорожного транспорта общего пользования.
В 2007 году 50 % акций, принадлежавших Российской Федерации, были переданы в собственность ОАО «Российские железные дороги». В том же году специалистами компании совместно с Федеральной службой по тарифам было разработано тарифное руководство для перевозок грузов по инфраструктуре Нерюнгри — Томмот.
В 2009 году было открыто рабочее движение на участке Томмот — Амга. В 2010 году была произведена укладка «Серебряного звена» на станции Кердем.

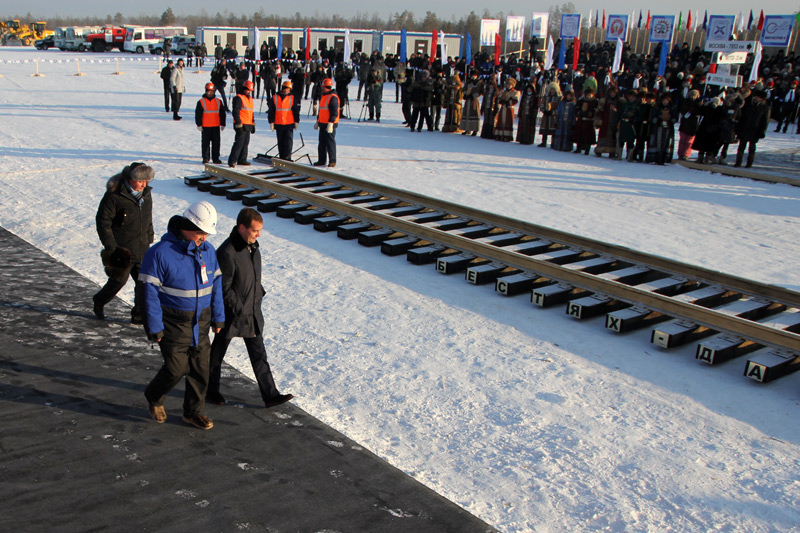
Дмитрий Медведев на укладке «Золотого звена»

15 ноября 2011 года была произведена укладка «Золотого звена» на линии Беркакит — Томмот — Нижний Бестях. Протяжённость линии, оканчивающейся на правом берегу реки Лена напротив Якутска, с 2014 года составляет 808 км. Предполагалось, что дальнейшим шагом в развитии дороги станет строительство 3-километрового совмещённого автомобильно-железнодорожного моста через реку Лена. Пока грузы из Нижнего Бестяха в Якутск через реку Лена доставляются с перевалкой на автотранспорт, следующий затем паромом. Окончательное решение о строительстве уникального моста через реку Лена в районе Якутска Правительством России ещё не принято.
В 2014 году введён во временную эксплуатацию финальный 436-километровый участок Томмот — Нижний Бестях (Якутск). Однако официально он считается недостроенным и не включён в Тарифное руководство № 4, из-за чего не присвоен код единой сетевой разметки, и участок в установленном порядке не открыт для выполнения грузовых и коммерческих операций. Не утверждены тарифы по грузоперевозкам. По состоянию на 2017 год, это делает невозможным оформление единого перевозочного документа с сети железных дорог РЖД до станции Нижний Бестях. Фактически «северный завоз» по железной дороге до Нижнего Бестяха осуществляется по договору на предоставление локомотивной тяги.
В 2017 году на конечной станции Нижний Бестях были не достроены вокзал и инфраструктура для обслуживания пассажирских поездов. По этой причине беспересадочные вагоны курсировали только от станции Томмот — до Москвы, Благовещенска, Хабаровска и Тынды. Всего ежегодно пассажирскими поездами АО «ЖДЯ» перевозилось около 80 000 пассажиров.
28 июля 2019 запущен прямой поезд с сети РЖД до станции Нижний Бестях (Якутск), что привело к существенному увеличению пассажиропотока.
На 2022 год ходит ежедневный круглогодичный поезд формирования компании «Железные дороги Якутии» № 327/328 Нижний Бестях — Тында — Нижний Бестях и несколько беспересадочных вагонов: до Благовещенска, Владивостока, Иркутска. Для пассажиров этого поезда, которые следуют в/из Якутска, организован трансфер, или мультимодальная перевозка. Билеты на неё легко приобрести на сайте РЖД или в любой ж/д кассе.

### Модернизация

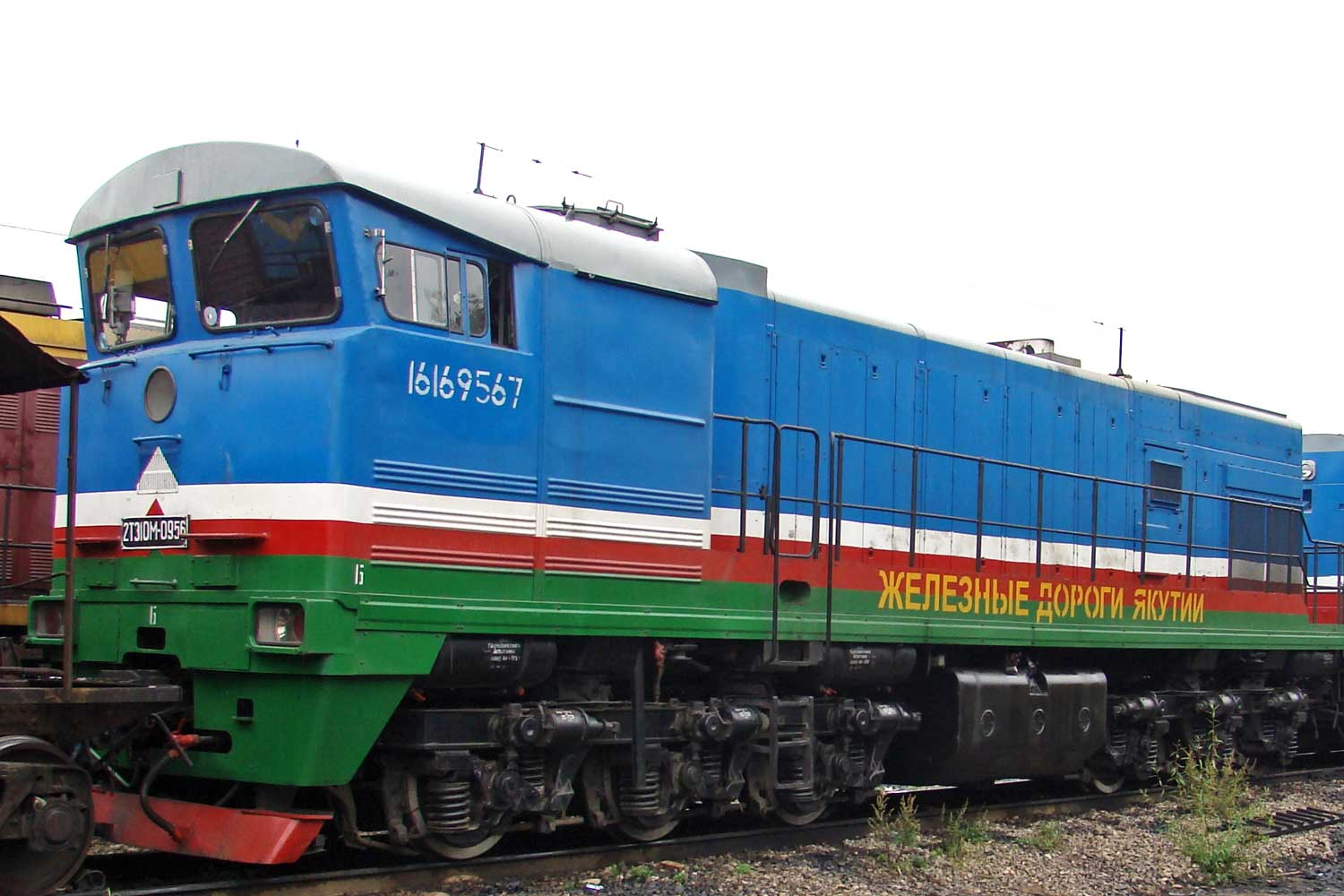
Модернизированный тепловоз 2ТЭ10МПGE

В 2007 году силами ОАО «АК „ЖДЯ“» в городе Якутске была проведена I международная научно-практическая конференция «Модернизация тепловозов. Пути решения», в которой приняли участие ведущие специалисты со всего мира. По результатам конференции было решено начать модернизацию локомотивного парка «Железных дорог Якутии» с применением технологий General Electric. Местом проведения работ был выбран Полтавский тепловозоремонтный завод, и к 2010 году парк магистральных тепловозов 2ТЭ10М компании был полностью модернизирован, после чего в городе Кирове была проведена II международная научно-практическая конференция «Современные технологии модернизации тягового подвижного состава для предприятий железнодорожного транспорта и частных операторов», в ходе которой была достигнута договоренность о модернизации парка маневровых тепловозов ТЭМ2 на базе «Кировского машзавода 1 мая».

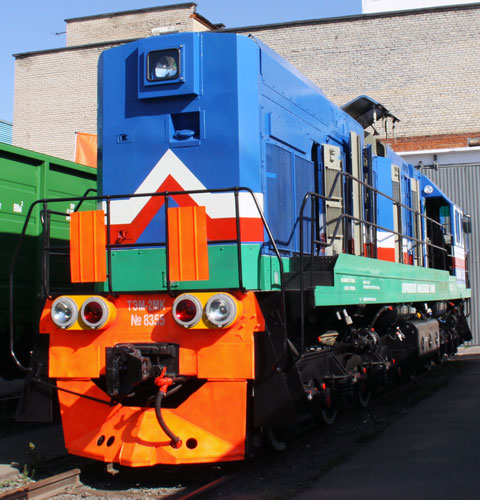
Модернизированный тепловоз ТЭМ2

Модернизированные тепловозы проходят испытания для получения сертификата соответствия нормам безопасности.

## Собственники и руководство
ЖДЯ является совместным предприятием ОАО «РЖД» (50 % акций) и Правительства Республики Саха (Якутия) (50 % акций). Акции Правительства Республики Саха (Якутия), находятся на хранении у ОАО «Якутский депозитарный центр» (принадлежит Правительству Якутии).
Генеральные директора компании:
- 1995 — Дмитрий Дмитриевич Трофимов
- 2002 — Александр Николаевич Дудников
- 2005 — Василий Владимирович Шимохин

## Структура
- Служба грузовой и коммерческой работы
- Служба перевозок
- Вагоно-пассажирская служба
- Служба СЦБ, связи и информатизации
- Локомотивная служба
- Финансово-экономическая служба
- Служба капитального строительства
- Служба пути
- Представительство в Якутске
- Представительство в Москве

## Деятельность и хозяйственные результаты
В 2007 году генеральный директор В. В. Шимохин предложил производителям тепловозов и их узлов использовать «Железные дороги Якутии» для обкатки своей продукции в экстремальных зимних условиях.
В 2007 году выручка компании составила более миллиарда рублей, что на 400 млн рублей больше, чем в 2006 году. Прежде всего, рост объясняется большими объёмами перевозок трубной продукции для строительства нефтепровода «Восточная Сибирь — Тихий океан». Объём перевозок  по линии Беркакит — Томмот составил 2 млн тонн грузов, в том числе более 1 млн тонн угля на экспорт и внутрироссийский рынок.
В 2013 году перевозка грузов составила 2,6 млн тонн (в том числе угля 1,4 млн тонн), перевезено 98,9 тыс. пассажиров. Выручка составила 1,39 млрд рублей, чистая прибыль — 4,6 млн рублей.
Генеральный директор ОАО АК «Железные дороги Якутии» Василий Шимохин приводил такой пример особого положения компании:
Мы как-то провели эксперимент: установили тарифы на рефсекции с такими же коэффициентами, как у ОАО "РЖД". За полгода ни одна рефсекция к нам не зашла: их выгружали в Нерюнгри и везли автотранспортом. Мы находимся в рынке и стоимость наших тарифов должна колебаться.
Переключение значительных объёмов грузов с речного транспорта на железную дорогу произошло в 2014 году с вводом во временную эксплуатацию линии Томмот — Нижний Бестях. Северный завоз речным транспортом каждый год с 20-х чисел июня оказывается под угрозой срыва из-за мелководья в верховьях реки Лена, где произошло обмеление из-за интенсивной вырубки лесов и регулярных лесных пожаров. Автомобильные и смешанные грузоперевозки от Нерюнгри до Якутска в сравнительных ценах с 2014 года оказались на 30—50 % дороже, чем железнодорожные.
В 2016 году по железной дороге перевезено 400 тыс. тонн товаров первой необходимости, а также уголь. Прибыль составила более 80 млн рублей. В бюджеты всех уровней в 2016 году предприятием перечислено 296,9 млн рублей налоговых отчислений, также 184,9 млн руб. социальных отчислений направлено во внебюджетные фонды.

## Галерея

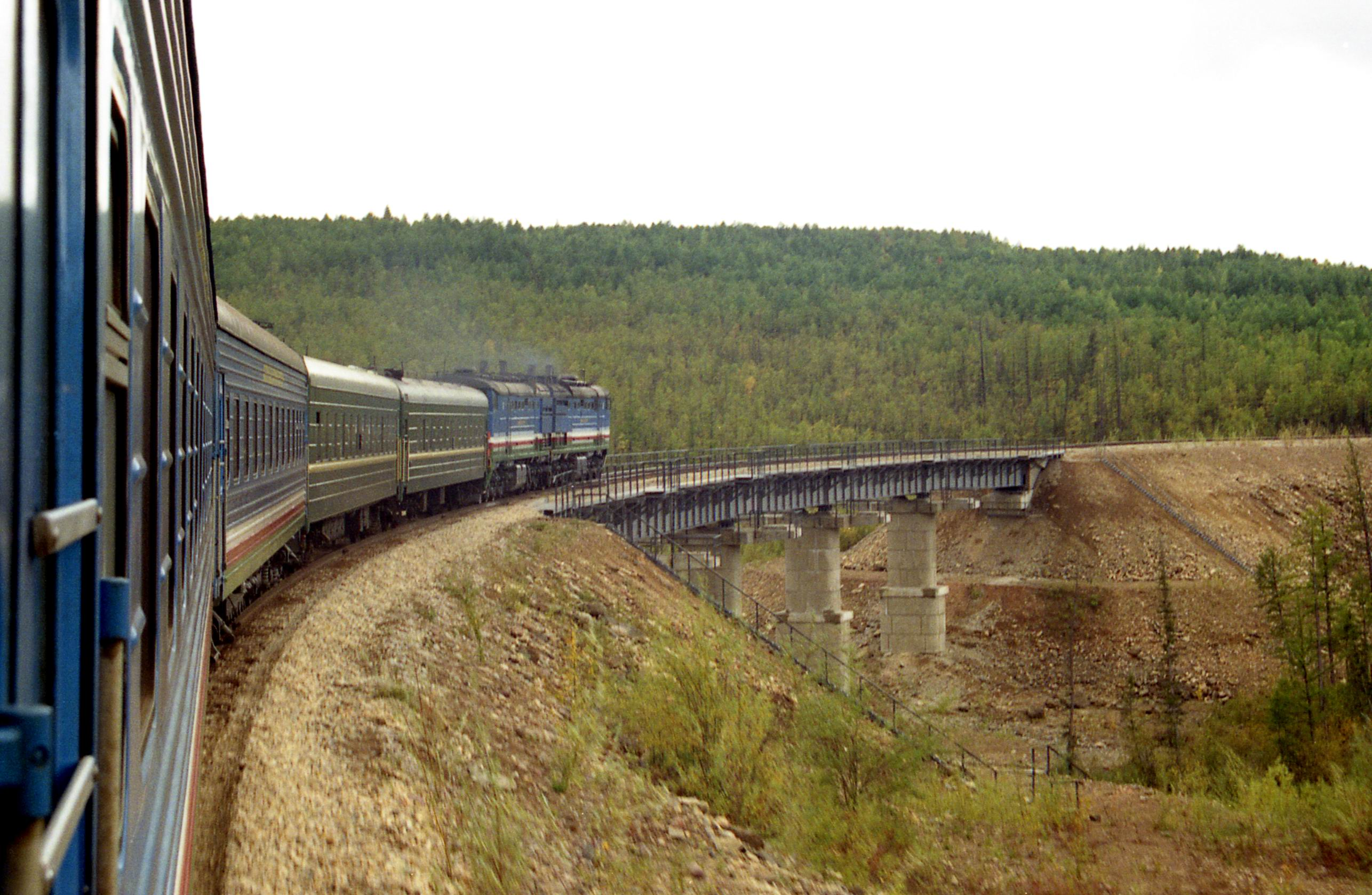
Пассажирский поезд № 323 Томмот — Нерюнгри
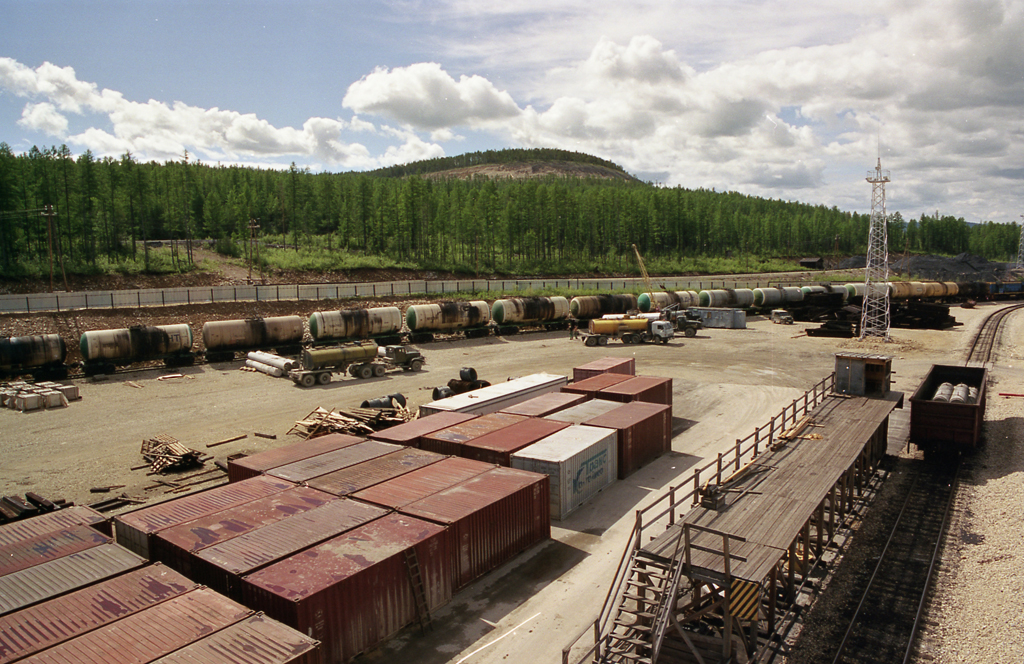
Грузовой двор станции Томмот
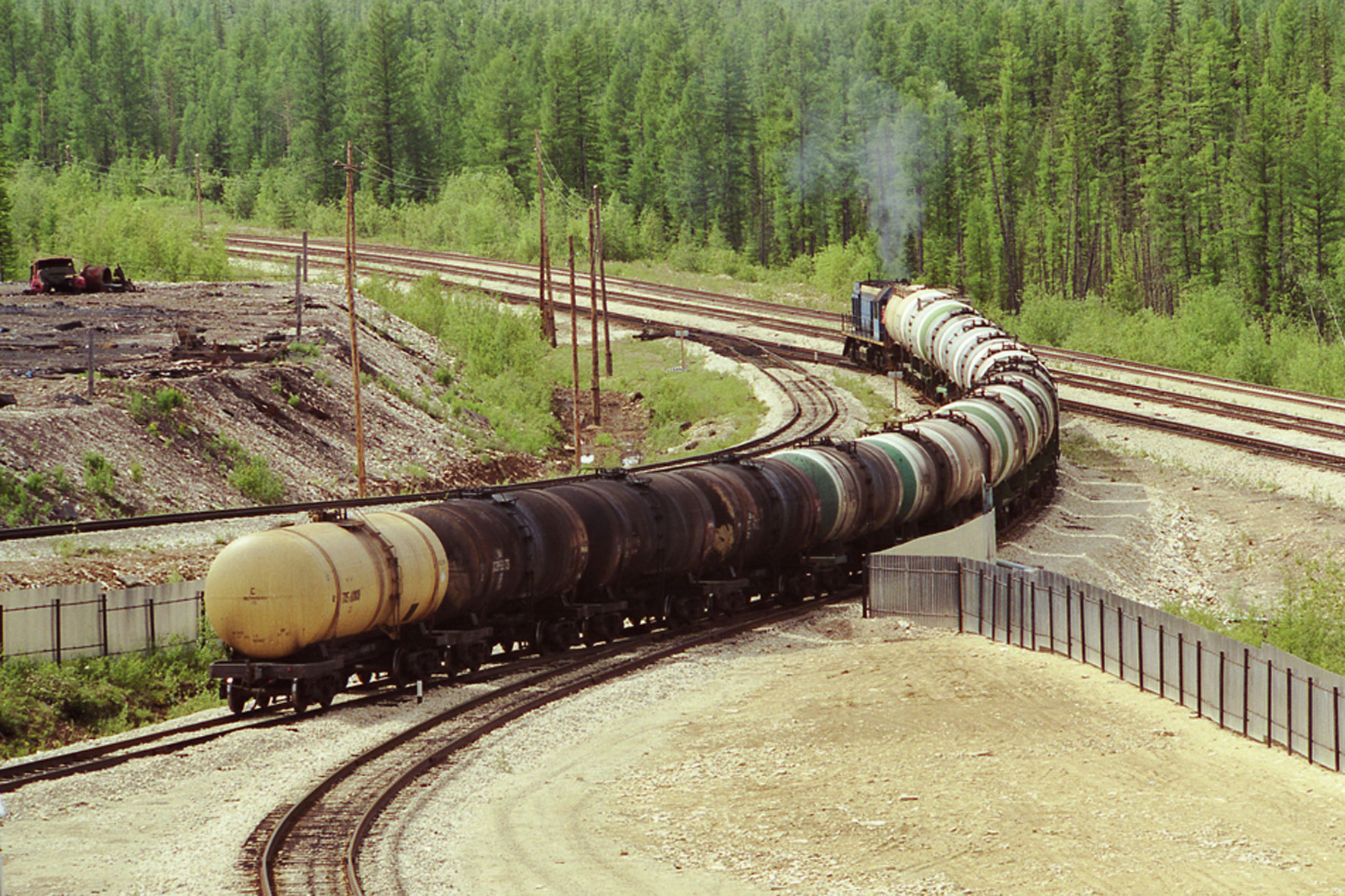
Маневровые работы на станции Томмот
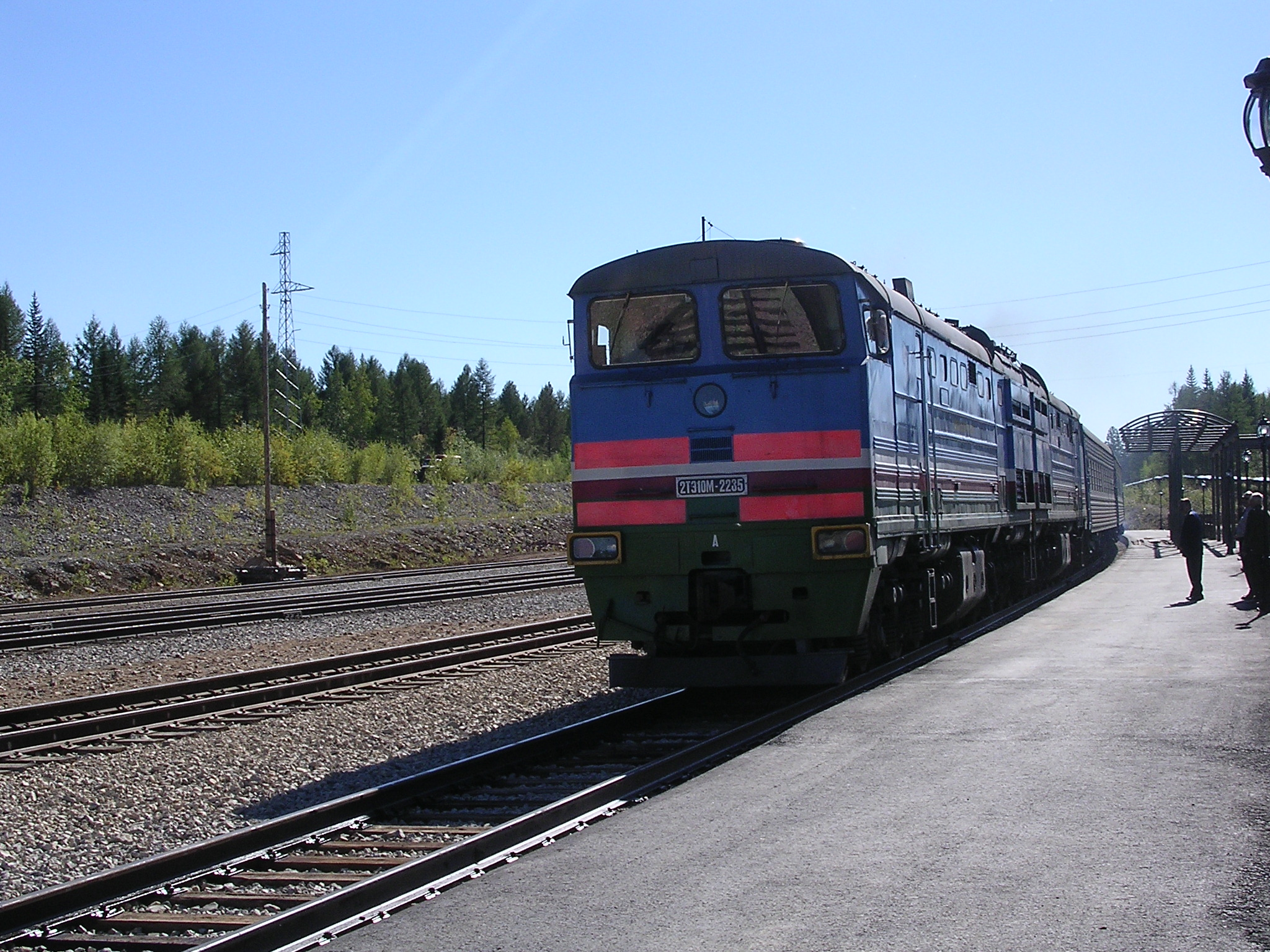
На станции Алдан
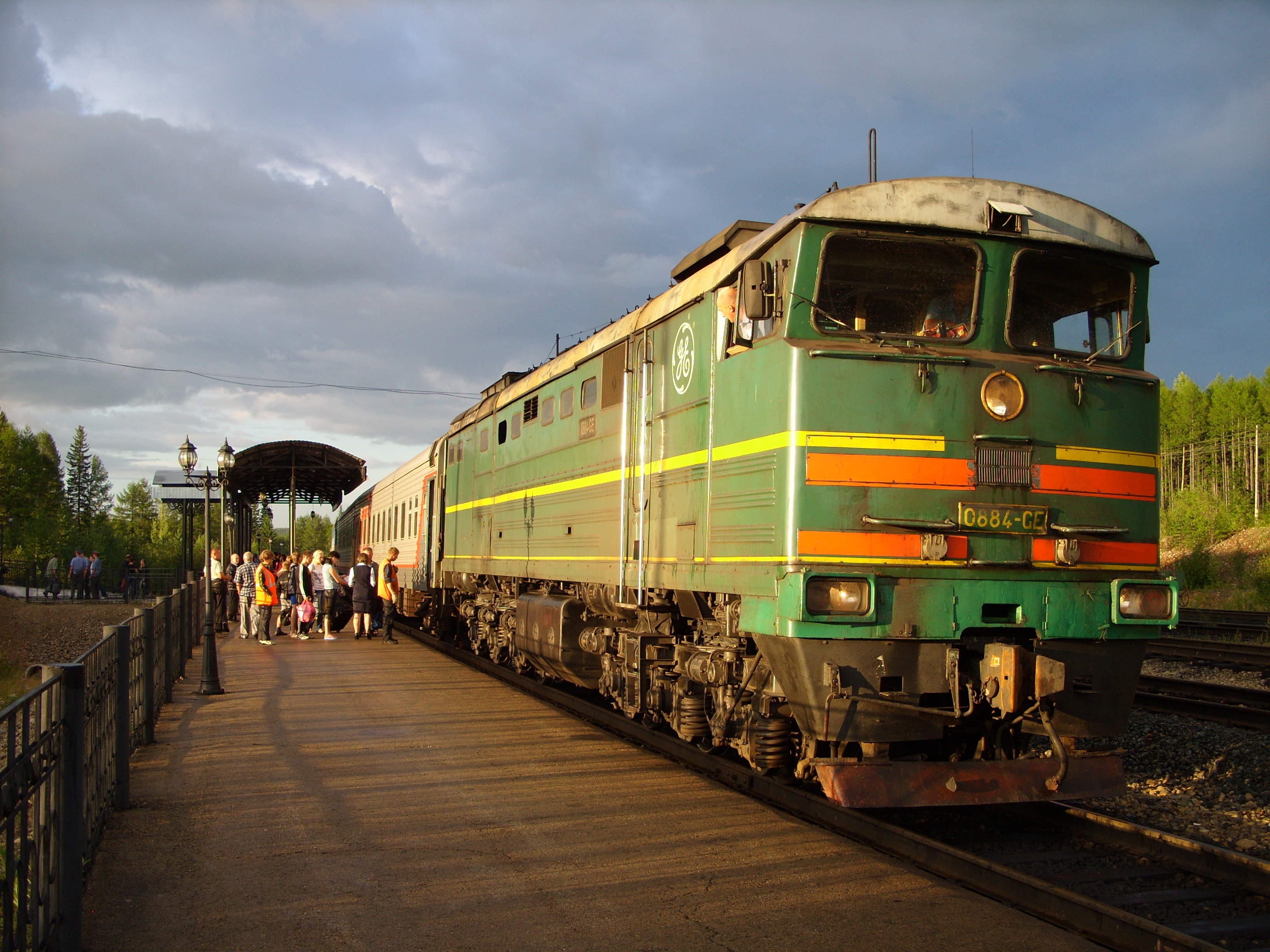
На станции Алдан
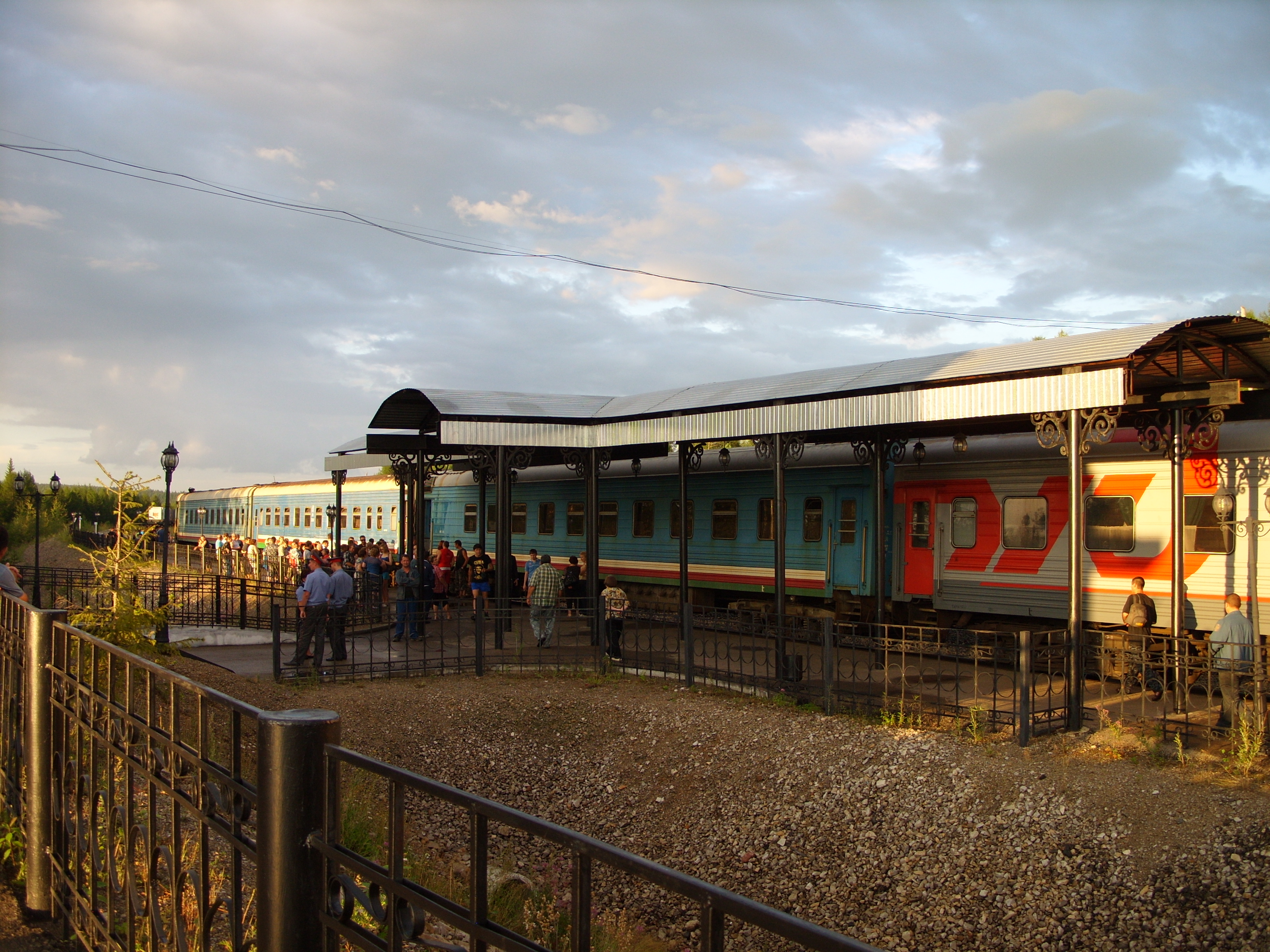
На станции Алдан